# Черчен
 Тази статия е за града в Китай.  За реката вижте Черчен (река).  За окръг вижте Черчен (окръг).
Черчен или Циемо (на китайски: 且末市; на пинин: Qiěmò-shì) е град Синдзян-уйгурския автономен регион в северозападен Китай, административен център на окръг Черчен в Баянгол-монголската автономна област. Населението му е 18 893 души.
Разположен е на 1 252 m надморска височина в Таримския басейн, в оазис по течението на река Черчен на 500 km североизточно от Хотан. Селището се споменава в китайски източници от I век пр.н.е. и по-късно е пункт по клонът на Пътя на коприната, заобикалящ пустинята Такламакан от юг.